# Hugh Riminton

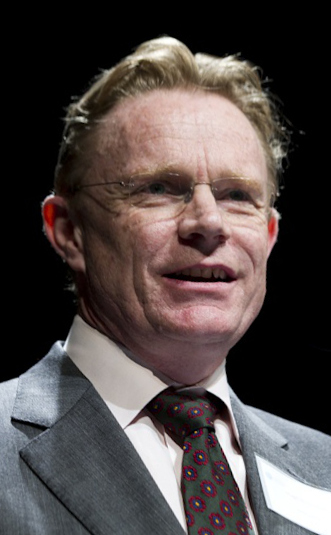
Hugh Riminton

Hugh Riminton (* 1961 in Sri Lanka) ist ein neuseeländischer Journalist und Fernsehmoderator.

## Leben und Wirken
Riminton wuchs in Neuseeland auf. Seine journalistische Laufbahn begann er 1978 in Christchurch. 1983 siedelte er nach Australien über, wo er in Perth und Melbourne für das Macquarie Radio Network arbeitete. An der Macquarie University in Sydney erwarb er einen Masterabschluss im Fach „Peacekeeping Policy“ (etwa „Friedensbewahrungspolitik“).
1989 übernahm Riminton einen Job beim australischen Fernsehsender Australian Nine Network dessen Außenkorrespondent in London er 1991 wurde. 2001 wurde Riminton, der bislang aus mehr als 30 Ländern journalistisch berichtet hat, zum Moderator von Channel Nines Abendnachrichtensendung „Nightline“.
Im Jahr 2004 wechselte er zu CNN, wo er unter anderem von Sri Lanka aus über die Tsunamikatastrophe von 2004 berichtete. Im Jahr 2009 wechselte er zu dem australischen Sender Network 10.

## Auszeichnungen
Im Laufe der Jahre hat Riminton verschiedene Auszeichnungen für seine Arbeit erhalten, so den Logie Award (1996) für seine Berichterstattung über die Unabhängigkeitsbewegung auf Tahiti und den Walkley Award für seine Berichte über den Staatsstreich auf den Fidschiinseln 2000. Weitere Nominierungen für diesen Preis erhielt er 1998, 1999 und 2003 für seine Reportagen aus Papua-Neuguinea, dem Kosovo, Südsudan und dem Irak.
| Personendaten    | Personendaten                                    |
| ---------------- | ------------------------------------------------ |
| NAME             | Riminton, Hugh                                   |
| KURZBESCHREIBUNG | neuseeländischer Journalist und Fernsehmoderator |
| GEBURTSDATUM     | 1961                                             |
| GEBURTSORT       | Sri Lanka                                        |